# قطعنامه ۲۴۳ شورای امنیت
قطعنامه ۲۴۳ شورای امنیت سازمان ملل متحد که در تاریخ ۱۲ دسامبر ۱۹۶۷ تصویب شد، سندی بین‌المللی دربارهٔ پذیرش اعضای جدید سازمان ملل متحد: یمن جنوبی است. این قطعنامه طی نشست ۱۳۸۴ام
با ۱۵ موافق،۰ مخالف و۰ ممتنع تصویب شد.